# Rockgol
Rockgol (antigamente conhecido Rock & Gol, trocadilho com rock n' roll) foi um campeonato de futebol disputado por músicos, criado por André Vaisman, diretor de programação e Lallo Amaral, diretor de eventos, exibido pela MTV Brasil anualmente, entre 1995 e 2008, e depois em 2011 e 2013. 
Com exceção da primeira edição, em 1995, e de duas edições realizadas no Rio de Janeiro - no Estádio da Gávea do Flamengo em 2000 e o Morro dos Prazeres em 2011 - foi realizado em São Paulo. A primeira edição, em 1995, foi realizada em uma sede particular no Morumbi onde em 1991, Lallo Amaral realizou um jogo de futebol feminino beneficente entre Modelos da Agência Ford Models Brasil e capas da revista Playboy. A edição de 2008 ocorreu no Complexo Desportivo Constância Vaz Guimarães, no Ibirapuera, e a de 2013 no Parque da Aclimação. Todas as outras foram no Clube de Campo do São Paulo Athletic Club (SPAC).
É notado pela organização, humor do baixo nível técnico dos músicos-jogadores e da narração, geralmente feita por comediantes. As duas primeiras edições do Rockgol não passavam os jogos na íntegra, apenas compactos e reportagens. Em 1997, o trio Os Sobrinhos do Ataíde apresentou o programa, com Felipe Xavier fazendo reportagens e Paulo Bonfá e Marco Bianchi narrando os jogos. Em 1998, a então VJ Soninha Francine e o narrador Silvio Luiz ocuparam o posto de apresentadores, mas Bonfá e Bianchi retornaram em 1999 para continuarem no comando do torneio até 2008. O campeonato retornou à MTV em 2011 contando com a narração de Marcelo Adnet, com os comentários de Edu Elias, Tatá Werneck, e Paulo Tiefenthaler como repórter de campo. A última edição, realizada em 2013, contou com Paulinho Serra e Daniel Furlan na narração e comentários de Juliano Enrico. Desta vez o campeonato voltou a São Paulo realizado no Campo da Aclimação e teve como campeões o time da banda CPM 22.
Em 2022, foi anunciado o Rockgol 25, trazendo Bonfá e Bianchi de volta celebrando 25 anos da primeira edição com ambos, transmitido pelo TikTok a partir de janeiro de 2023.

## História

### Rockgol 1995
No primeiro ano do Rockgol participaram: Skank, Barão Vermelho, Raimundos, Maskavo Roots, Ratos de Porão, Titãs, Os Paralamas do Sucesso e Cidade Negra.
Foram convidados ex-jogadores para integrar as equipes, como Ademir da Guia, Paulo César Caju, Zé Maria, César Maluco, Luizinho, Edu, Afonsinho, Geraldão, Edu Bala e Serginho Chulapa.
O campeonato foi realizado em dois dias. A primeira fase foi eliminatória. Saíram as bandas Cidade Negra, Maskavo Roots - que sofreu a pior derrota (7x0 para o Paralamas), Titãs e Raimundos.

#### Classificação
- Campeão: Skank
- Vice-Campeão:Barão Vermelho
- Terceiro Lugar: Paralamas Do Sucesso
- Quarto Lugar: Ratos De Porão

#### Times
- 'Raimundos'
- 'Cidade Negra'
- 'Ratos de Porão'
- 'Paralamas do Sucesso'
- 'Barão Vermelho'
- 'Titãs'
- 'Skank'
- 'Maskavo Roots'

### Rockgol 1996
Em 1996, o campeonato já contava com dezesseis bandas inscritas, contando com participação de roadies e músicos.
O programa foi gravado entre os dias 16 e 19 de abril, no São Paulo Atlético Clube.
A banda curitibana Sr. Banana venceu o Raimundos na final por 2x0.

#### Classificação
- Campeão: Sr. Banana[5]
- Vice-Campeão: Raimundos
- Terceiro Lugar: Skank
- Quarto Lugar: Engenheiros do Hawaii

#### Times
- 'Raimundos'
- 'Planet Hemp'
- 'O Rappa'
- 'Engenheiros do Hawaii'
- 'Barão Vermelho'
- 'Karnak'
- 'Virna Lisi'
- 'Chico Science'
- 'Maskavo Roots'
- 'Ratos de Porão'
- 'Sr Banana "
- 'Ultraje a Rigor '
- 'Titãs'
- 'Viper'
- 'Skank'
- 'Cidade Negra'

### Rockgol 1997
Depois de dois anos em que o campeonato também tinha ex-jogadores e roadies, na edição de 97 teve um regulamento que durou até o fim do torneio, somente bandas, cantores e músicos que apareciam em videoclipes veiculados pela MTV, ou o nome constava nos créditos de discos podiam jogar, e também foi o primeiro a ser transmitido na íntegra na programação.
Também foi o primeiro campeonato que contou com combinado de várias bandas e músicos no mesmo time, e a partir dessa edição, o campeonato contava com arquibancada e torcidas, e também pódio e premiações.
Para narrar o campeonato foram chamados Paulo Bonfá e Marco Bianchi e na reportagem Felipe Xavier, que na época apresentavam o programa "Sobrinhos do Ataíde" na 89 FM.
O material gravado resultou em oito programas, que foram exibidos às terças e quintas, a partir de 3 de junho.

#### Classificação
- Campeão: Cidade Negra
- Segundo Lugar: Barão Vermelho
- Terceiro Lugar: Sr. Banana, Resist Control
- Quarto Lugar: Ultraje a Rigor, Dr. Sin

#### Times
- Raimundos: Raimundos / Little Quail and The Madbirds / P.U.S / Ronaldo e os Impedidos
- Ultraje a Rigor e Dr. Sin: Ultraje a Rigor/ Dr. Sin/ Mosh
- Planet Hemp: Planet Hemp / Suínos Tesudos
- Paralamas do Sucesso e Nação Zumbi
- O Rappa: O Rappa / Funk N' Lata
- Cidade Negra: Cidade Negra / Gabriel, O Pensador / Toni Platão
- Viper: Viper / Capital Inicial / Dotô Jéka
- MTV
- Barão Vermelho: Barão Vermelho / Blitz
- Virna Lisi e Tantra
- Ratos de Porão e Sepultura: Ratos de Porão / Sepultura / D.F.C / Korzus
- Virgulostras: Virgulóides / Os Ostras
- Karnak
- Sr Banana e Resist Control
- Ira! e Nenhum de Nós
- Titãs: Titãs / Inocentes / Lagoa

### Rockgol 1998
A novidade na edição de 1998 no torneio foi a narração da então VJ Soninha, com os comentários de Sílvio Luiz. Silvio, além de narrar, também chegou a apitar algumas partidas. O repórter de campo foi Marcelo Yuka, que na época era baterista da banda O Rappa. E pela primeira vez o torneio teve presença de grupos de pagode.

#### Classificação
- Campeão: O Rappa
- Segundo Lugar: Dado e o Reino Animal
- Terceiro Lugar: Claudinho e Buchecha, Os Morenos
- Quarto Lugar: Skank

#### Times
- O Rappa
- Biquini Cavadão e Pedro Luís e A Parede
- Skuba e Skamoondongos
- Planet Hemp e Squaws
- Skank: Skank/Nepal/Omeriah/Funk N'Lata/Dread Lion/Baia e Rock Boys
- Baba Côsmica e Márcio e Goró
- Sr Banana: Sr. Banana/Resist Control/Black Maria
- Art Popular
- Dado e o Reino Animal: Dado e o Reino Animal/Cidade Negra/Barão Vermelho/Toni Platão/Tantra/Devótos
- Charlie Brown Jr e Pavilhão 9
- Raimundos: Raimundos/Natiruts/P.U.S
- Ira! e Nenhum de Nós
- Pato Fu e Karnak
- Negritude Jr
- Claudinho & Buchecha e Os Morenos
- MTV

### Rockgol 1999
A partir da edição de 1999, Paulo Bonfá e Marco Bianchi tornaram-se apresentadores fixo do torneio, até 2008.

#### Classificação
- Campeão: Skank e Dread Lion
- Segundo Lugar: Barão Negro e o Reino Animal
- Terceiro Lugar: Claudinho e Buchecha e Os Morenos
- Quarto Lugar: Sepultura

#### Times
- Raimundos e Natiruts Raimundos/Natiruts/Devótos
- Skank e Dread Lion
- Oz Cambora: Otto/Cláudio Zoli/Rumbora/Câmbio Negro
- Ostheobaldo e Charlie Brown Jr.
- Inocentes e Os Ostras Inocentes/Os Ostras/Maurício Manieri/Ultraje a Rigor
- Pato Fu e Karnak
- Ira! e Capital Inicial
- Claudinho & Buchecha e Os Morenos:
- Sepultura: Sepultura/Ratos de Porão/Korzus/P.U.S/Toyshop
- Molejo e Exaltasamba
- Karametade
- Art Popular
- Barão Negro e o Reino Animal: Barão Vermelho/Dado e o Reino Animal/Cidade Negra/Toni Platão
- Soweto
- Jota Quest
- MTV

### Rockgol 2000
Primeira edição fora de São Paulo, realizada no Estádio da Gávea no Rio de Janeiro.

#### Classificação
- Campeão: Claudinho & Buchecha, Os Morenos
- Segundo Lugar: Skank, Dread Lion, Baía e Rock Boys
- Terceiro Lugar: Dado e Os Selvagens (Dado e o Reino Animal, Paralamas, Barão Vermelho, Blitz, Devotos, Mãe da Rua)
- Quarto Lugar: Raimundos e Natiruts (Raimundos, Natiruts, P.U.S, Kiko Zambianchi)

#### Times
- Raimundos e Natiruts: Raimundos/Natiruts/P.U.S/Kiko Zambianchi
- Skank e Dread Lion: Skank/Dread Lion/Baia e Rock Boys
- Claudinho e Buchecha, Os Morenos
- Miami Rock Allstars: Comunidade Nin Jitsu/DeFalla/Funk Fuckers
- Art Popular e MV Bill
- Los Irados a Rigor: Los Hermanos/Ultraje a Rigor/Ira!
- Sepultura: Sepultura/Angra/Autoramas/Ratos de Porão/Lucas Santtana/Mosh
- Mega F.C: Vinny/LS Jack/Os Anjos/Luiz Melodia
- Capital Inicial e Maurício Manieri
- Biquini Cavadão e Dudu Nobre
- Pedro Luis e a Parede e Negril: Pedro Luís e a Parede/Negril/Boato
- Dado e os Selvagens: Dado e o Reino Animal/Paralamas/Barão Vernelho/Toni Platão/Blitz/Devotos/Mãe da Rua
- Rapazes do Congado: Cidade Negra/SPC/Nocaute
- O Rappa e Sheik Tosado
- Os Impossíveis: Otto/Rumbora/Simoninha/Pedro Mariano/Jair Oliveira/Max de Castro/Ratão
- S.A.S: Só No Sapatinho/Katinguelê/Negritude Jr.

### Rockgol 2001
Foi o último torneio a contar com times combinados por músicos.

#### Classificação
- Campeão:  M.S.T: (Cidade Negra, Nocaute, SPC, Afro Reggae, Devótos)
- Segundo Lugar: Skank e Dread Lion: (Skank, Dread Lion, Baia e Rock Boys.)
- Terceiro Lugar: Raimundos e Natiruts: (Raimundos, Natiruts, P.U.S., Comunidade Nin Jitsu, Mãe da Rua)
- Quarto Lugar: Art e Cia: (Art Popular, Katinguelê, Negritude Jr, Exaltasamba)

#### Times
- Raimundos e Natiruts: Raimundos/Natiruts/P.U.S./Comunidade Nin Jitsu/Mãe da Rua
- Skank e Dread Lion: Skank/Dread Lion/Baia e Rock Boys
- Tihuana/O Surto
- Pavilhão e Aliados: Pavilhão 9/Supla/Ratos de Porão/Korzus/Shaman
- União Santista: Charlie Brown Jr/Garage Fuzz/Criminal D
- M.S.T: Cidade Negra/Nocaute/SPC/Afro Reggae/Devótos
- Capital Inicial: Capital Inicial/Bidê Ou Balde
- Falamanieri: Falamansa/Maurício Manieri
- Los Irados a Rigor: Los Hermanos/Ira!/Ultraje a Rigor
- Clube da Esgrima: Pato Fu/Sideral/Jota Quest/Tianastácia
- Twister/Mary's Band
- Os Viralata: Vinny/LS Jack/Tribo de Jah/Cabeçudos
- Xis e MV Bill: Xis/MV Bill/Thaíde e Dj Hum/SNJ/Camorra/Potencial 3/Doctor MC's/Possemente Zulu
- O Rappa e Planet Hemp: O Rappa/Planet Hemp/Farofa Carioca
- Rumbora Reunidos: Rumbora/Simoninha/Pedro Mariano/Jair Oliveira/Max de Castro/Daniel Carlomagno
- Art e Cia: Art Popular/Katinguelê/Negritude Jr/Exaltasamba

### Rockgol 2002
Depois de todos os torneios anteriores em formato eliminatório, se introduziu o sistema de grupos, com doze times divididos em 3 grupos (grupo M, grupo T e grupo V, completando MTV) na primeira fase. Os melhores times dessa fase (os vencedores de cada grupo, mais o melhor segundo colocado) passam à fase decisiva. Os times passaram a ser escolhidos em sorteio. 

#### Classificação
- Campeã: Comunidade Natidanja (Comunidade Nin-Jitsu, Natiruts, Jair Oliveira, Daniel Carlomagno)
- Segundo Lugar: Rockers F.C. (CPM 22, Vinny, Tihuana)
- Terceiro Lugar: Ranca Toco F.C. (Sepultura, Falamansa, Simoninha, Pedro Mariano)
- Quarto Lugar: Os Comédia (Supla, Charlie Brown Jr., LS Jack, Max de Castro)

#### Times
Grupo M:
- Comunidade Natidanja: Natiruts / Comunidade Nin Jitsu/Jair Oliveira/ Daniel Carlomagno
- Os Alquimistas: Jorge Ben Jor / Xis / Rumbora / Pedro Luis e a Parede / Rappin Hood
- Os Marleys: Cidade Negra / Claudinho & Buchecha / Maskavo
- Nadavê F.C: Ratos de Porão / Os Travessos / Lampirônicos[7]

Grupo T:
- Kicaca: Capital Inicial / Catedral / Kiko Zambianchi
- Manicômio: Devotos/ Ira! / O Surto / DMN
- Rockers F.C: CPM 22 / Vinny / Tihuana
- S.U.K.O: Otto / Ultraje a Rigor / Karnak / Sideral

Grupo V:
- Nasfuça: Pato Fu / Tianastacia
- Os Comédia: Charlie Brown Jr/ Supla/ LS Jack/Max De Castro
- Rancatoco F.C: Falamansa/ Sepultura/ Simoninha/Pedro Mariano
- Zumbizoli: Nação Zumbi / Cláudio Zoli

### Rockgol 2003
Primeira edição com nomes pré-escolhidos. Por coincidência as duas bandas que formavam a base do campeão anterior se reuniram, levando a um bicampeonato.
Participaram 12 equipes, reunindo aproximadamente 120 músicos.

#### Classificação
- Campeão: Papas Fritas (Comunidade Nin-Jitsu, Natiruts, Kiko Zambianchi)
- Segundo Lugar: Gafanhotos (Pedro Luís e a Parede, Rappin' Hood, Simoninha, Otto, Ratos de Porão)
- Terceiro Lugar: Arsênico (O Surto, Detonautas)
- Quarto Lugar: XV de Quatorze (Devotos, Tihuana, Raimundos)

#### Times
Grupo M:
- Beduínos: Tianastácia/RZO/Acusticos e Valvulados/Felipe Dylon
- Cruz Torta: Catedral/Ultramen/Peninha (Barão Vermelho e Gungala)
- Eléctrons: DMN/André Abujamra/Ultraje a Rigor/Supla/Beto Lee
- Gafanhotos: Ratos de Porão/Pedro Luis e a Parede/Rappin' Hood/Otto/Simoninha

Grupo T:
- Arsênico: Detonautas/O Surto
- Bucaneiros: Ira!/O Rappa
- Químicos: B5/Detentos do Rap/Jair Oliveira
- XV De Quatorze: Tihuana/Raimundos/Devótos

Grupo V:
- Aves de Rapina: Cidade Negra/Nação Zumbi
- Papas Fritas: Comunidade Nin Jitsu/Natiruts/Kiko Zambianchi
- Pôneis: Dread Lion/Xis/Sideral/Max De Castro
- Sanguessugas: CPM 22/Kid Abelha/Vinny

### Rockgol 2004
Durante a programação de férias da MTV no verão de 2004, foi feita a versão Rockgol de Praia, jogado na praia de Maresias. Os times tinham nomes de cor, sendo campeões o time Azul (LS Jack, Lucas Santtana e Otto). Também participaram Jair Oliveira, Max Viana, Shaaman, Houdini, Tihuana, Max de Castro, Ultraje a Rigor, Falamansa,  Ultramen, Kiko Zambianchi, Pedro Sol, Alma D'jem, Xis, DMN, Matanza, Ratos De Porão, Comunidade Nin Jitsu e Acústicos & Valvulados.
Já a décima edição contou com equipes com nomes de animais.

#### Classificação
- Campeão: Aranhas Negras (Br'oz, Shaaman, Felipe Dylon, Rappin' Hood)[7][13][14]
- Segundo Lugar: Tamanduás (Orbitais, Dread Lion, Kiko Zambianchi, Sonic Júnior)
- Terceiro Lugar: Cães Sarnentos (Nação Zumbi, CPM 22, LS Jack)
- Quarto Lugar: Amebas (Vinny, B5, Supla, Natiruts)

#### Times
Grupo M:
- Aranhas Negras: Shaman / Br'Oz / Felipe Dylon / Rappin'Hood[7][13]
- Hienas: Planta e Raiz/Marcelo D2/Falamansa
- Víboras: Catedral/Matanza/Superfly/Lucas Santtana
- Cães Sarnentos: CPM22/Nação Zumbi/LS Jack

Grupo T:
- Coyotes: Alma D'Jem/André Abujamra/Tianastacia/Ultramen
- Tamanduás: Orbitais/Dread Lion/Kiko Zambianchi/Sonic Jr.
- Abutres: Ratos de Porão/Kid Abelha/RZO/Sepultura
- Orcas: Devotos/Tihuana/Comunidade Nin-Jitsu/Max Viana

Grupo V:
- Amebas: B5/Natiruts/Supla/Vinny
- Gaivotas: Ultraje a Rigor/Simoninha/DMN/Acusticos e Valvulados/Jay Vaquer
- Tubarões: Detonautas/Max de Castro/Pedro Luis e a Parede
- Besouros: Ira!/Veiga e Salazar/Houdini

### Rockgol 2005
As equipes tinham nomes de doenças. Participaram 132 músicos divididos em 12 equipes.

#### Classificação
- Campeão: Resfriados (Br'oz, Helião, Korzus, Supla)
- Segundo Lugar: Diabéticos (Sepultura, Kiko Zambianchi, Dibob, Luis Carlinhos)
- Terceiro Lugar: Catapora (Banda Catedral, Devotos, Pedro Luis e a Parede, Felipe Dylon)
- Quarto Lugar: Frieiras (Dead Fish, Rappin' Hood, CPM 22).

#### Times
Grupo M:
- Sarampo: Comunidade Nin-Jitsu/Falamansa/Alma D'Jem/Lucas Santtana
- Diarréia: Chimarruts/Otto/PR-5/Sideral
- Catapora: Catedral/Devotos/Pedro Luis e a Parede/Felipe Dylon
- Enxaqueca: Tianastácia/Daniel Belleza & Os Corações Em Fúria/Planta e Raiz/Sonic Jr

Grupo T:
- Estressados: Zona Zero/Ultraje a Rigor/B5/Acústicos e Valvulados
- Frieiras: Dead Fish/Rappin' Hood/Cpm22
- Cardíacos: Ira!/Bidê ou Balde/Trêmula/Ultramen
- Diabéticos: Sepultura/Kiko Zambianchi/Dibob/Luis Carlinhos "Samambaia"

Grupo V:
- Resfriados: Br'oz/Helião/Korzus/Supla
- Asmáticos: Black Alien/Cachorro Grande/Detonautas/Ratos de Porão
- Depressivos: Matanza/DMN/Tihuana
- Gastrite: Shaman/Aliados 13/Vinny/Simoninha

### Rockgol 2006
Em 2006, foi um campeonato menor para a cobertura da Copa de 2006, tendo apenas 2 grupos com quatro times. Os times tinham nomes de países fictícios.

#### Classificação
- Campeão: Luxemburgo (CPM 22, Forgotten Boys, Comunidade Nin-Jitsu, Relespública, Xis, Leandro Sapucahy, Marcelo D2)
- Segundo Lugar: Reino da Pirulândia (Supla, Massacration, Falamansa, Sonic Jr, Lucas Santtana)
- Terceiro Lugar: Estados Unidos da Peperônia (Shaaman, Planta & Raiz, Johnny MC, Rappin' Hood, Gabriel o Pensador, Ultraje a Rigor)
- Quarto Lugar: República da Riváldia (Dead Fish, Ultramen, Ratos de Porão, Simoninha)

#### Times
Grupo 1:
- Riváldia: Dead Fish/Ultramen/ Ratos de Porão/ Simoninha
- Franboja: Devotos/ Dibob/ Catedral/ Tihuana/ Vinny
- Xaropostok: Detonautas/ Alma D'Jem/ Plínio Profeta/ Jair Oliveira/ Acústicos & Valvulados
- Luxemburgo (país real mas o nome é por outro motivo): CPM 22/ Forgotten Boys/ Comunidade Nin-Jitsu/ Relespública/ Xis/ Leandro Sapucahy/ Marcelo D2

Grupo 2:
- Peperônia: Shaaman/ Planta e Raiz/ Rappin Hood & Johnny MC/ Gabriel O Pensador/ Ultraje a Rigor
- Pirulândia: Supla/ Massacration/ Falamansa/ Sonic Jr./ Lucas Santtana
- Nova Coloréia: Ira!/ ForFun/ Matanza / Otto/ Helião e DJ Hadji
- República do Merdistão: Kiko Zambianchi/ DMN/ B5/ Daniel Belleza e os Corações em Fúria/ F.U.R.T.O.

### Rockgol 2007
Os nomes eram paródias de clubes.

#### Classificação
- Campeão: Horríver Prata (Forfun, Nação Zumbi, Maldita, Sapienza)
- Segundo Lugar: Milanesa (DMN, Acústicos e Valvulados, Banzé, Dibob, CPM 22)
- Terceiro Lugar: Fenerbafo (Skank, Trêmula, Léo Maia, Andre Matos e Banda)
- Quarto Lugar: Once Pêssegos em Caldas (Fresno, Strike, Natiruts, Faces do Subúrbio)

#### Times
Grupo M:
- Chelsicha: André Abujamra/ NX Zero/ Ludov/ Garotos Podres/ Mukeka di Rato
- Olympique do Marcelo: Tianastácia/ Comunidade Nin Jitsu/ Matanza/ Zefirina Bomba
- Yokohama Japs: Kiko Zambianchi/ O Rappa/ Sepultura/ Carbona/ Detonautas/ Barão Vermelho
- Horríver Prata: Forfun/ Nação Zumbi/ Maldita/ Sapienza

Grupo T:
- Once Pêssegos em Caldas: Fresno/ Strike/ Natiruts/ Faces do Subúrbio
- Bayern de Recife: Devotos/ Felipe Dylon/ Hateen/ Cascadura/ Ratos de Porão/ Bidê ou Balde
- Milanesa: DMN/ Acústicos & Valvulados/ Banzé/ Dibob/ CPM 22
- Semsunga Bluewings: Dead Fish/ Ultraje a Rigor/ Rock Rocket/ Daniel Belleza & Os Corações em Fúria/ Korzus

Grupo V:
- Los Angeles Landau: Simoninha/ Ira!/ MopTop/ Ultramen/ Tihuana
- Real Birigui: Mombojó/ Supla/ Catedral/ Forgotten Boys/ Johnny MC
- Bígamo de Kiev: Planta e Raiz/ Alma D´Jem/ Falamansa/ Juninho Bill
- Fenerbafo: Skank/ Trêmula/ Andre Matos e Banda/ Léo Maia

### Rockgol 2008
Em 2008, os times tinham nomes inspirados em um artista do time.

#### Classificação
- Campeão: ForFun Soccer Camp (Forfun, Zefirina Bomba, Rock Rocket, Leela, Forgotten Boys e Simoninha)
- Segundo Lugar:Sport Clube Supla Paulista (Supla, Mombojó, Matanza, Ludov)
- Terceiro Lugar:Fresno De Pelotas F.C. (Fresno, Strike, Maldita, Dr. Marvin, Devotos, Faces do Subúrbio)
- Quarto Lugar:CPM 22 de Novembro de Piracicaba (CPM 22, André Matos e Banda, Carbona, Lucas Santtana, Johnny MC)

#### Times
Grupo 1:
- National Association of Sports International: Nasi / Planta e Raiz / Cueio Limão / Seu Cuca / Sideral / Sonic Jr
- Forfun Soccer Camp: Forfun / Rock Rocket / Zefirina Bomba / Leela / Forgotten Boys / Simoninha
- Sport Club Supla Paulista: Supla / Mombojó / Matanza / Ludov
- Sociedade Esportiva Roger: Ultraje a Rigor / DMN / Banzé / Scracho / Mukeka di Rato / Autoramas

Grupo 2:
- Sociedade Sepultura de Esportes: Sepultura / Ponto de Equilíbrio / Moptop / Marcelo Mira/ Cabaret
- Fresno de Pelotas F. C.: Fresno / Strike / Maldita / Dr. Marvin / Devotos / Faces do Subúrbio
- Clube de Campo Kikozam Bianchi: Kiko Zambianchi / Hateen / Jeito Moleque / Dibob / Ultramen / Jay Vaquer
- Clube Atlético D2: Marcelo D2 / Leandro Sapucahy/ Vanguart / Dead Fish / Daniel Beleza e os Corações em Fúria

Grupo 3:
- CPM22 de Novembro de Piracicaba: CPM22 / André Matos e Banda / Carbona / Lucas Santtana / Johnny MC
- Clube de Regatas Detonautas: Detonautas / Chimarruts / Tihuana / Vinny / Rodrigo Santos
- Grêmio Recreativo NX Zero: NX Zero / Korzus / Ratos de Porão / Astros/ João Estrela
- Nação Zumbi dos Palmares:  Nação Zumbi /Falamansa /Comunidade Nin-Jitsu /Acusticos e Valvulados /Eddie /Aditive

### Rockgol 2011
Em 2009 e 2010, não houve edições do campeonato por decisão da emissora.
Em 2011, o torneio retornou com a apresentação de Marcelo Adnet e Eduardo Elias. O torneio volta para o Rio de Janeiro, na Arena dos Prazeres (Pleasure Arena ou Prazerzão), no Morro dos Prazeres.

#### Classificação
- Campeão: Skank (Skank, Tihuana, Sabonetes, Emicida, Toni Platão)
- Segundo Lugar: Fresno (Fresno, Mombojó, Martin e Eduardo, Devotos do Ódio)
- Terceiro Lugar: CPM 22 (CPM 22, Restart, Dibob, Comunidade Nin-Jitsu, Davi Moraes)
- Quarto Lugar: Nasi (Nasi, Detonautas Roque Clube, Scracho, Simoninha, Macaco Bong)

#### Times
Grupo 1:
- Nasi: Nasi/Detonautas/Scracho/Macaco Bong/Simoninha
- NX Zero: Nx Zero/ForFun/Planta e Raiz/Criolo
- Fresno: Fresno/Mombojó/Martin e Eduardo/Devotos
- D2: Marcelo D2/Cabeza de Panda/Pedro Luis e A Parede/Sonic Jr/Dead Fish/Max de Castro

Grupo 2:
- Cidade Negra: Cidade Negra/Ratos de Porão/Strike/Matanza/Leandro Sapucahy/Start
- Skank: Skank/Tihuana/Sabonetes/Toni Platão/Emicida
- Kiko Zambianchi: Kiko Zambianchi/Móveis Coloniais de Acaju/DMN/Dado Villa Lobos/China/Rodrigo Santos/Rafael Queiroga
- CPM22: CPM 22/Comunidade Nin-Jitsu/Davi Moraes/Dibob/Restart

### Rockgol 2013
A última edição foi realizada no Estádio Jack Marin, Parque da Aclimação.

#### Classificação
- Campeão: CPM 22 (CPM 22 , Sabonetes, Rancore, Esteban).
- Segundo Lugar: Fresno (Fresno, Matanza, ConeCrew Diretoria, Comunidade Nin-Jitsu, Supla).
- Terceiro Lugar: Forfun (Forfun, Vivendo do Ócio, Natiruts, Projota, Devotos do Ódio).
- Quarto Lugar: NX Zero (NX Zero, Mombojó, Tihuana, Gabriel o Pensador).

#### Times
- Skank: Skank/DMN/China/Leela/Planta e Raiz/Kiko Zambianchi/Simoninha
- Fresno: Fresno/ConeCrew/Matanza/Supla/Comunidade Nin-Jitsu
- CPM22: CPM 22/Sabonetes/Rancore/Esteban
- Cidade Negra: Cidade Negra/Glória/Scracho/Max de Castro/Ratos De Porão
- NX Zero: NX Zero/Tihuana/Gabriel o Pensador/Mombojó
- Forfun: Forfun/Natiruts/Vivendo do Ócio/Projota/Devotos

### Rockgol 25 (2023)
Em 2023 foram exibidos no TikTok cinco partidas celebrando 25 anos da primeira edição com Paulo Bonfá e Marco Bianchi, contando com influenciadores e comediantes além dos músicos-atletas, que incluem veteranos de outros torneios como Di Ferrero, Nasi, DJ Cléston, Max Telefone de Contato (do grupo de rap DMN), Tiozão do Churrasco (Guilherme Morgado, baterista da banda Catedral), Boina (Gilmar Bola 8, ex-Nação Zumbi) e as bandas Fresno e Planta & Raiz.

#### Times
- Philoxera: Nil Agra, Dan Stulbach, Cerol, Luiza Martins, O Boleiro, Fabiano Cambota, Diego Freestyle, Milene Domingues, Dead Fish, WC no Beat, Renata Escudeiro, Tutti Batista
- Zebers: Tato, Nathália Arcuri, Fresno, Lucca Maciel, Caio Ribeiro, Nobru, José Ribeiro, Marcio Attala, Kaike Nagai, MC M10, Rudy Landucci, Papatinho, Raquel Freestyle, João Tofa
- The Molição: Hermes e Renato, Tiozão do Churrasco, Clara x Sofia, Diego Cruz, Natu Rap, Fábio Brazza, Gaab, Robson Nunes, WZ Beat, Fernandinho Beatbox, Nadine Basttos
- Sibenik: Cléston, Tiago Pantaleão, Egypcio, Junior Cocielo, Simoninha, João Pedro Sampaio, Bia Bonancin, Lea Maria, DJ Escobar, Murilo Couto, Juliano Gaspar, Pedro Certezas, MC Menor HR, MC Menor SG, Marília Ruiz
- Navarone: Barbixas, Mauro Beting, Chico Pedrotti, Kiko Zambianchi, Tuyo, Supercombo, Mike On, Mc Gabzin, Carter, Bira, Choque de Cultura
- Etruscos: Fredi Chernobyl, BK', Felipe Castanhari, Felipe Araújo, Vitor Kley, Ana Gabriela, Jesus, Jesus Jr, Lacerdovski, Reeh Augusto, Turma do Pagode, Lucas Freestyle, Beto Oliver, Fabio Rabin, Ednara Ribeirinha
- Erro 404: Jimmy London, Rafael Portugal, Djonga, DMN, Gabily, Toni Platão, Will Duarte, Mendão, Giulia Araki, Karam, Belni, Fufa, Ber Hey, Fernanda Colombo
- Esporte Clube Maravilha Alberto: Boina, Daniel Furlan, Nafé Alves, Tomer Savoia, Kyan, Délio Macnamara, Dida Footz, Cartolouco, Planta & Raiz, Mc Nau, Raquel Real
- Dental Stars: Nasi, Caju e Castanha, Daniel Braune, Felipe Titto, Victor Sarro, Otto, Negrete, Daniel Jogadas, Lucas Mamed, Dan Lessa, Mike Túlio, Guto, Larissa Dona Puma, Ane Freitas
- Corleôneos: Beduíno Albino (Rafael Malenotti, vocalista do Acústicos e Valvulados), Benjamin Back, Marco Luque, Goleiro de Capacete, Furiia, Gustavinho, Marcos Castro, LC, Bi Goes, Mateus Costa, Edu Lira, RK, Zelé, Beckham Biriguiense (Marcito, ex-Ultramen), MC Danny

## Materiais Esportivos
- 1995 a 1999 - Vision Street Wear
- 2000 -  Sem fornecedor
- 2001-2006 - Olympikus
- 2007, 2011 e 2023 - Adidas
- 2008 - Cavalera
- 2013 - Sem fornecedor

## Apresentação
- Os Sobrinhos do Ataíde (narração de Paulo Bonfá e Marco Bianchi, reportagens por Felipe Xavier) - 1997
- Soninha (Narração), Sílvio Luiz (Comentários), Marcelo Yuka (Reportagem) - 1998
- Paulo Bonfá e Marco Bianchi - 1999-2008; os apresentadores mais associados com o programa, eram notados pelas narrações cheias de distrações como canções, apelidos aos jogadores, e em referência à banda Tubaína, dizer que os jogos eram realizados na cidade de Birigui, "a Massachussetts brasileira", no estádio que atendeu pelos nomes "MTV Sports Arena", "Monumental de Birigui", "Estádio Mané Pipoca" (primo bastardo de Mané Garrincha) e "Estádio Municipal Reynaldo Gianecchini" (o ator é biriguiense), o popular "Reynaldão". Em 2004, Paulo Bonfá e Marco Bianchi apresentavam o campeonato com uma fantasia diferente a cada dia. Em 2005, trocaram a fantasia por perucas, imitando diversos cantores e músicos. Em 2006, passaram a usar chapéus todo programa. Em 2007 passaram a entrevistar os "jogadores" em uma tenda ao lado do campo, onde ofereciam comidas e também faziam uma "homenagem" ao entrevistado.[19] Foram trazidos de volta em 2023.
- Marcelo Adnet (Narração), Edu Elias (Comentários), Paulo Thiefentaler (Reportagem) - 2011
- Daniel Furlan (Narração), Juliano Enrico e Paulinho Serra (Comentários) - 2013

## Recordes e curiosidades
- Os maiores vencedores são a banda Comunidade Nin-Jitsu, representada por seu guitarrista Fredi Endres "Chernobyl", tricampeões em 2002, 2003 e 2006 (curiosamente, todos estes títulos foram vencidos em disputas de pênaltis), e a banda Skank, que conquistou os títulos de 1995, 1999 e 2011.[2]
- O campeão de participações é Jão, guitarrista do Ratos de Porão, ausente somente no ano de 1998.[2]
- O grande goleador do Rockgol é Japinha, do CPM 22, que em 2013 chegou aos 58 gols e ultrapassou Alexandre, da banda Natiruts, que fez 35 gols.[7]
- Felipe Dylon marcou o 1000º gol da história do RockGol, em 2005.[15][20]
- A banda Barão Vermelho possui o recorde de vice campeonatos do Rockgol: 1995, 1997, 1998 e 1999.[carece de fontes?]
- O único jogador profissional em atividade a participar do Rockgol foi o goleiro Ronaldo que, em paralelo às suas atuações pelo Corinthians, integrava a banda Ronaldo e os Impedidos, a qual fazia parte do time dos Raimundos; caíram na primeira fase, no ano de 1997.[carece de fontes?]
- A Banda Karnak, liderada por André Abujamra, foi a banda que mais sofreu goleadas humilhantes na história do certame: 4x0 sofrida para Sr.Banana (1996), 14x1 aplicada pelo combinado Sr Banana/Resist control (1997), 16x1 perante o time do Negritude Jr (1998) e 15x0 por Claudinho e Buchecha/Os Morenos (1999).[carece de fontes?]
- Na edição de 2003, ocorreram situações curiosas, por exemplo: As bandas Comunidade Nin-Jitsu e Natiruts caíram no time Papas Fritas (a parceria já havia sido feita em 2002: em ambas vezes, título nas penalidades); a banda Catedral caiu no time Cruz Torta, junto com a banda Ultramen e o percussionista Peninha (ex-Barão Vermelho); e os grupos B5 e Detentos do Rap formaram o Químicos, uma das combinações mais inusitadas.[carece de fontes?]
- Um episódio marcante da edição de 2007 foi a briga entre Jimmy London (Matanza) e Di Ferrero (NX Zero),[21] por conta de faltas duras cometidas por Jimmy em Di e seu companheiro de equipe, Fi Ricardo, que resultou em uma discussão acalorada durante as entrevistas após a partida, com direito a trocas de farpas.[22]
- O "milésimo gol sofrido por Nasi" era na verdade era uma brincadeira feita na época que Romário estava em busca de seu milésimo gol da carreira no ano de 2007.[20][23]
- O atleta mais jovem a participar do Rockgol foi Luís Felipe, guitarrista do B5, que tinha 14 anos na edição de 2003.[carece de fontes?]
- Entre 4 de outubro de 2022 e 28 de fevereiro de 2023, foi realizado no Museu do Futebol, em São Paulo,[24] uma exposição comemorativa aos 25 anos do programa.[20][25][26][27][28]

### Bandas campeãs
- 3 Títulos: Comunidade Nin-Jitsu ,Skank
- 2 Títulos: Cidade Negra, Natiruts, Br'oz, Forfun, Forgotten Boys, CPM 22, Sabonetes e Toni Platão
- 1 Título: Gabriel o Pensador, Sr. Banana, O Rappa, Dread Lion, Baia Rock Boys, Claudinho & Buchecha, Os Morenos, Só Pra Contrariar, Jairzinho, Devótos do Ódio, Simoninha, Nocaute, Afro Reggae, Kiko Zambianchi, Shaaman, Felipe Dylon, Rappin' Hood, Helião, Supla, Korzus, Xis, Marcelo D2, Leandro Sapucahy, Forfun, Nação Zumbi, Maldita, Sapienza, Zefirina Bomba, Rock Rocket, Leela, Tihuana, Emicida, Rancore e Esteban.